# Ronde van Benin
De Ronde van Benin (Frans: Tour du Bénin) is een meerdaagse wielerwedstrijd in Benin. De eerste editie was in 1992 en sinds 2022 wordt de wedstrijd gehouden als onderdeel van de UCI Africa Tour.
Sinds 2022 wordt daags na de slotetappe de Grote Prijs van Cotonou verreden, van 2022-2024 nog als nationale koers, in 2025 op de internationale kalender van de Africa Tour met een classificatie van 1.2.

## Lijst van winnaars

### Meervoudige winnaars
| Overwinningen | Renner           | Jaren                        |
| ------------- | ---------------- | ---------------------------- |
| 5             | Inoussa Saka     | 1992, 1994, 1996, 1998, 2004 |
| 2             | Mathias Sorgho   | 2015, 2016                   |
| 2             | Achraf Ed Doghmy | 2023, 2024                   |

### Overwinningen per land
| Overwinningen | Land                              |
| ------------- | --------------------------------- |
| 6             | Benin                             |
| 5             | Burkina Faso                      |
| 2             | Marokko                           |
| 1             | Duitsland, Frankrijk, Zuid-Afrika |

## Grote Prijs van Cotonou
| Jaar | Datum | Afstand  | Winnaar                     |
| ---- | ----- | -------- | --------------------------- |
| 2022 | 08/05 | 105,2 km | Adil El Arbaoui             |
| 2023 | 07/05 | 104,4 km | Christopher Lagane          |
| 2024 | 05/05 | 104,0 km | Yaya Diallo                 |
|      |       |          |                             |
| 2025 | 04/05 | 107,6 km | Reinardt Janse van Rensburg |

2005 · 
2006 · 
2007 · 
2008 · 
2009 · 
2010 · 
2011 · 
2012 · 
2013 ·
2014 · 
2015 ·
2016 ·
2017 ·
2018 ·
2019 ·
2020 ·
2021 ·
2022 ·
2023 ·
2024 ·
2025
Belangrijkste wedstrijden

Ronde van Burkina Faso · La Tropicale Amissa Bongo · Ronde van Kameroen · Ronde van Marokko · GP Chantal Biya · Ronde van Rwanda